# Мервино (Рязань)
Мервино — микрорайон в Московском районе города Рязани Рязанской области России. Носит названия села, вошедшего в 1958 году в черту города.

## Ойконим
В рязанских писцовых книгах 1594—1597 годов село Мервино упоминается как «Мердино» и «Мервино». В русском языке ХІ — ХVII веков слово «мерда» означало рыболовную снасть, сплетенную из ивовых прутьев (мерда, верта), а слово «мерва» — отходы при обработке льна, зерна, воска, прополиса. В Мервине жили бортники, рыболовы, добытчики бобров, возможно именно поэтому у населённого пункта такие названия.

## География
Находится на западе города в Московском районе города Рязани. Включает в себя 18 улиц.

## История
Ранее на этих местах был Мервин острог. Под стенами этого острога зимой 1612—1613 годов произошло сражение с отрядом, шедшим из Михайлова на Рязань по приказу Ивана Заруцкого. Заруцкий был руководителем казачьих отрядов, не подчинявшихся никакой власти, а также последним гражданским мужем Марины Мнишек. Командовал его воинами человек с татарским именем — Якдарь Рындин. Наступавших встретили силы рязанских земских воевод — Бутурлина и Вельяминова. «Воры» (как их называли потом царские документы) потерпели поражение, многие из них были убиты, потеряли все пушки и обоз, в плен их попало 727 человек.
В 1761 году в Мервино была основана Церковь Покрова Пресвятой Богородицы. На карте Рязанской губернии 1875 года в селе обозначено 11 дворов.

В 1920-е года в месте, где находилась бывшая кинокопировальная фабрика были расположены летние военные лагеря 16-го стрелкового полка имени Коминтерна, расквартированные в казармах Октябрьского городка. В июне 1924 года близ лагеря, у села Мервина состоялся митинг, на котором выступили члены ЦК Французской компартии Гастон Монмуссо, Готье, член ЦК Компартии Германии Нидермайер. В начале Второй мировой войны 16-й стрелковый полк был отправлен в город Брест, где принял участие в обороне Брестской крепости 22 июня 1941 года. Защитники крепости замуровали знамя своего полка в стене. В 1950 году при раскопках оно было найдено и отправлено на вечное хранение в Центральный музей Вооруженных Сил СССР. В память об этих событиях Рязань и Брест стали городами-побратимами.
В начале 1930-х годов в селе Мервине образовался колхоз, который затем получил собственную машинно-тракторную станцию (МТС). Вокруг станции начали селиться рабочие, в результате чего был образован посёлок Мервинской МТС, который впоследствии вырос и был переименован в рабочий посёлок Мервинский. Остатки машинно-тракторной станции сохранились до сегодняшнего дня в виде промышленной зоны на углу улиц Крупской и Западной, где сельскохозяйственная техника базировалась до конца 1990-х годов.
В 1943 году во время Великой Отечественной войны передовая женская тракторная бригада Екатерины Коноваловой из села Мервина в составе из восьми человек подписались на заём на 300 тысяч рублей. Сама Коновалова подписалась на 100 тысяч рублей. Все эти деньги девушки внесли в сберкассу наличными.
С 1 марта 1944 года по 5 апреля 1956 года село Мервино являлось центром Мервинского района. В 1950 году провели автодорогу из Рязани в Мервино. В 1958 году рабочий посёлок вошёл в состав города Рязани.
8 мая 1959 года появились улица Западная и 1-й Бахмачеевский проезд. В 1967 году был открыт Центральный Автовокзал. В 1977 году строителями СУ № 22 треста «Рязаньжилстрой» контактная линия троллейбуса была продлена для запуска 17 маршрута. Первые троллейбусы этого маршрута прошли по Мервину 5 ноября того же года.
В 2019 году администрация Рязани приняла решение пустить маршрутку № 47 через Мервино в Дягилево из-за прекращения перевозок по маршруту № 31.
На данный момент[когда?]

 Мервино — это жилой микрорайон с большой застройкой.

## Важные социальные объекты
- Школа № 28[12]
- Центральный Автовокзал города Рязани[13]
- ТЦ «Мервинский»
- Церковь Покрова Пресвятой Богородицы
- СШОР «Академия единоборств» имени Дарьи Бабалян[14]
- ГБУ РО «Рязанская межрайонная больница»[15]

## Транспорт
Через микрорайон проходят автобусы № 7, 7А, 15 и маршрутные такси № 42, 47, 95. Ранее здесь также проходил маршрут троллейбуса 17. На 7-м Мервинском проезде только одна остановка «7-й Мервинский проезд», на которой в сторону улицы Мервинской останавливаются автобусы 7, 7А и маршрутные такси 42, 47, 95, а в сторону улицы Крупской — останавливаются автобусы 7, 7А и маршрутные такси 47, 95.
| Маршруты общественного транспорта на улице Мервинской | Маршруты общественного транспорта на улице Мервинской | Маршруты общественного транспорта на улице Мервинской | Маршруты общественного транспорта на улице Мервинской  | Маршруты общественного транспорта на улице Мервинской          |
| Остановка общественного транспорта                    | Автобусы в сторону Московского шоссе                  | Маршрутные такси в сторону Московского шоссе          | Автобусы в сторону Церкви Покрова Пресвятой Богородицы | Маршрутные такси в сторону Церкви Покрова Пресвятой Богородицы |
| ----------------------------------------------------- | ----------------------------------------------------- | ----------------------------------------------------- | ------------------------------------------------------ | -------------------------------------------------------------- |
| Посёлок Мервино                                       | 15 (конечная)                                         | Нет маршрута                                          | 15 (конечная)                                          | Нет маршрута                                                   |
| Школа (школа № 28)                                    | 15                                                    | Нет маршрута                                          | 15                                                     | Нет маршрута                                                   |
| Библиотека (филиал № 8)                               | 15                                                    | Нет маршрута                                          | 15                                                     | Нет маршрута                                                   |
| Ростелеком                                            | 7, 7А, 15                                             | 42, 47, 95                                            | 7, 7А, 15                                              | 47, 95                                                         |
| Автовокзал Центральный                                | 7, 7А, 15                                             | 42, 47, 95                                            | 7, 7А, 15                                              | 47, 95                                                         |

Также от Центрального Автовокзала отправляются пригородные и междугородные автобусы по области, в Москву и другие близлежащие области, а также через него проходят транзитные автобусы.

## Улицы
- Улица Александра Полина
- Улица Бахмачеевская
- 1-й Бахмачеевский проезд
- Улица Библиотечная
- Улица Вишнёвая (ранее 3-й Мервинский проезд)
- Улица Западная
- Улица Интернатская
- Улица Мервинская
- 1-2, 4-5, 7-9 Мервинские проезды
- Парковый проспект
- Парковый переулок
- Улица Речная
- Улица Советская